# Bosna i Hercegovina u Osmanskom Carstvu

## Pad Bosanskog Kraljevstva
Nakon osvajanja Srbije, Turci su namjeravali napasti Bosnu. Bosanski kralj Tvrtko II. nalazio se u teškim prilikama. Morao je plaćati Turcima godišnji danak od 1437. godine. Kako je zemlja bila u neprestanim ratovima, nije bilo novaca da se danak plaća redovno, zato je kralj umjesto danka Osmanlijskom Carstvu morao prepustiti neke tvrđave na istoku zemlje. Time su Turci dobili dobar položaj iz kojeg su poduzimali navale i pljačke, a ujedno su i malo pomalo islamizirali bosansko plemstvo. No uz svu ozbiljnost položaja, među bosanskim plemstvom je vladala svađa. Tvrtka je 1443. naslijedio nezakoniti sin Stjepana Ostoje, Stjepan Tomaš. 1461. je na vlast došao Stjepan Tomašević, sin Stjepana Tomaša. Stjepan je uskratio plaćanje danka sultanu, jer se uzdao pomoći pape i Matije Korvina, ugarsko-hrvatskog kralja. Dok je Korvin bio zauzet pregovorima s njemačkim carem Fridrikom III., sultan Mehmed II. je provalio 1463. u Bosnu s 150 000 vojnika. Kad je sultan stigao u Bosnu, kralj je napustio prijestolnicu Bobovac i pobjegao u Jajce, a zatim u Ključ. Naposljetku je pogubljen. Kraljica majka Katarina pobjegla je u Dubrovnik, a kasnije u Rim. Kraljev polubrat Sigismund i polusestra Katarina su odvedeni u tursko ropstvo, a žena kralja Stjepana Jelena je pobjegla u Split, a odatle u Tursku, gdje je živjela do 1495.
Tvrdi grad Bobovac, opkoljen 19. svibnja, predao se Turcima 21. svibnja 1463. godine. Pred turskom opasnošću kralj Stjepan Tomašević sklonio se u Jajce, a odatle se uputio prema Hrvatskoj, nadajući se prikupiti neku pomoć, ali je u Ključu na rijeci Sani bio opkoljen. Budući da je Mahmud-paša Anđelović obećao kralju Tomaševiću sigurnost života i slobodu, kralj se predao Turcima. Tako su turski osvajači za kratko vrijeme osvojili tri glavna bosanska grada: Bobovac, Jajce i Ključ, a potom, pod prisilom, po kraljevoj zapovijedi, Turcima su se predali i ostali bosanski gradovi: po ljetopiscu Dlugosu Turcima se predalo 70 bosanskih gradova, po jednom talijanskom izvješću 117, a po Kristobulu nešto manje od 300. Tada su Turci, po različitim podatcima, 100.000 domaćeg hrvatskog stanovništva odveli u zarobljeništvo i 30.000 mladića u janjičare. Turski pokušaj da tada osvoje i Hercegovinu ostao je bez uspjeha. Od susjednih država i vladara ugroženoj Bosni nije nitko priskočio u pomoć. Pokušaj pape Pija II. da osobno povede križarsku vojnu za oslobođenje Bosne propao je njegovom smrću u Anconi 19. srpnja 1464. godine. Kralj Stjepan Tomašević je pogubljen pod Jajcem, nakon što je izdao zapovijed o predaji svojih gradova turskom osvajaču.
Tako je propalo bosansko kraljevstvo. Zbog lakoće kojom su ga Turci zauzeli, u narodu je ostala izreka Bosna šaptom pade. Matijaš Korvin se iste godine uputio na vojnu preotevši tom prigodom Turcima Jajce, a nešto kasnije i čitavu sjevernu Bosnu. Na oslobođenom području je organizirao Jajačku i Srebreničku banovinu. Svoj položaj Matijaš je pokušao ojačati obnovom Bosanskog kraljevstva, za čijeg je kralja postavio Nikolu Iločkog. Njegova je glavna zadaća trebala biti suprotstavljanje Turcima i njihovo istjerivanje iz Bosne. Nakon Nikoline smrti, Matijaš je još jednom pokušao istjerati Turke iz Bosne, prodrijevši sve do Sarajeva. No ova je vojna imala tek privremen uspjeh. Nakon što je 1482. u Turske ruke pala i Hercegovina, Korvin je prestao oslobađati bosanske krajeve.

## Uspostava turske vlasti
Od bosanskog kraljevstva, po osvajanju je ustrojen poseban sandžak (okrug) u sastavu Rumelijskog Pašaluka. Na čelu sandžaka su obično islamizirani starosjedioci, čija prezimena podsjećaju na njihovo katoličko porijeklo. Prvi među njima Isabeg Hranušić utemeljio je Sarajevo, danas glavni grad Bosne i Hercegovine. Osim njega spominju se još i begovi Minetovići, Malkočevići, Borovinići, Mihajlovići, Vraneševići, Juriševići i drugi. Stalne napadaje iz Bosne odbijali su hrvatski plemići i njihova vojska pod vodstvom bana Petra Berislavića, koji ih je 1513. porazio kod Dubice, a zatim 1518. prodro do hrvatskog Jajca i opskrbio ga živežom. Takav herojski podvig ponavljali su hrvatski vitezovi tijekom punih šezdeset i pet godina turske blokade Jajca (1463. – 1528.) po nekoliko puta godišnje i nadljudskom hrabrošću, a često i svojim životima bezbroj puta potvrdili svoju odanost obrani domovine i europske kršćanske civilizacije. Za sultana Sulejmana I. Hrvatska, a također i Ugarska doživjele su teške poraze. Osmanlije su najprije 1521. godine zauzele ugarski Beograd, 1522. hrvatski Knin pa pobijedili hrvatsko-ugarsku vojsku na Mohačkom polju 1526. Do 1552. godine zauzeli su Požegu, Klis i Viroviticu i pomakli granice bosanskog sandžaka do rijeke Česme u Slavoniji. Ta osvajanja hrvatskog tla nastavljaju se sve do 1592. godine, kad je zauzet hrvatski grad Bihać. 
Proces ustroja osmanlijske vlasti u Bosni je trajao do samog kraja  16. stoljeća, kada su konačno završena turska osvajanja hrvatskih krajeva. U tom je razdoblju osnovano osam sandžaka, koji su 1580. uključeni u novoosnovani Bosanski pašaluk. Pored sandžaka Bosna, novi su pašaluk činili i sandžaci: Zvornik, Hercegovina, Klis, Požega, Lika, Pakrac i Bihać. Sjedište Bosanskog pašaluka je isprva bilo u Banjoj Luci, a kasnije u Sarajevu. Poraz kod Siska 1593. zaustavio je turske prodore prema zapadu označivši početak slabljenja Osmanskog Carstva. Nakon Mira u Srijemskim Karlovcima, Bosanski pašaluk je sveden na pet sandžaka (Bosanski, Hercegovački, Zvornički, Kliški i Bihaćki), a granice koje su tada utvrđene, uz neke manje kasnije izmjene, ostale su nepromijenjene sve do danas.

## Položaj hrvatskog naroda pod osmanskom vlašću
Nakon turskih osvajačkih ratova u 15. i 16. stoljeću, većina hrvatskog pučanstva u Bosni, Lici, Slavoniji i Dalmaciji završila je pod turskom vlašću. Jedan dio katoličkog pučanstva iselio se još tijekom turskih osvajanja bježeći pred neprijateljem, a veliki se dio zbog turskog jarma i gospodarskih neprilika iselio tijekom turske vladavine. Osmanska vlast je u početku bila sasvim podnošljiva i tolerantna. Na taj su način Osmanlije željele izbjeći moguće nemire u trenutku dok su osvajanja još trajala i ujedno izvući što više prihoda. Međutim, prestankom osvajanja, a time i gubitkom prihoda, turske su vlasti kršćanskom pučanstvu nametale sve veće obveze zbog čega se njihov položaj sve više pogoršavao. Kršćani su smatrani nevjernicima i nazivani su rajom koja nije imala nikakvih prava. Oni su bili građani drugog reda, koji su se i izgledom morali razlikovati od Turaka, a prema turskim shvaćanjima, kao nevjernici, bili su nesposobni za vojnu službu te kao takvi nisu smjeli nositi oružje. Kršćani gotovo da i nisu imali nikakvih prava pred sudom kojim je predsjedao kadija. Kako kadija nije dobivao plaću, nego je živio od sudskih globa, najčešće je presuđivao u korist onoga tko je mogao više platiti. U skladu s time među kršćanskim je pučanstvom pod osmanlijskom vlašću nastala izreka kadija te tuži, kadija ti sudi. 
Razdoblje od 1463. do 1878. godine karakterizira stradanje i raseljavanje domaćeg hrvatsko-katoličkog stanovništva i plemstva, kao i islamizacija koja je uhvatila korijen zbog vise čimbenika, među kojima su najvažniji vjerski progon i nasilje, te inferiorni društveni položaj kršćana opterećenih raznim nametima, kao i institucija "devširme", prislinog odvođenja kršćanske djece i odgoja u islamskom duhu. 
Sultan Mehmed II., zvani El-Fatih, nije protjerao sve kršćane nakon osvajanja Bosne iz praktičnih razloga. Katoličkim svećenicima bilo je u interesu sačuvati što više katolike. Fra Anđeo Zvizdović je navodno rekao sultanu da što će mu zemlja koju nema tko obrađivati, a uz to Osmanlije su bili u nasušnoj potrebi za kvalificiranim rudarima i obrtnicima. Ipak, Osmanlije su srušili brojne crkve i samostane. Obnova nije bila dopuštena, ili tek samo na mjestima gdje je bilo, ali da nije smjelo biti od kamena. Svaki pokušaj obnove s kamenom rezultirao je da su Osmanlije rušile objekt. Nakon rušenja crkava i samostana u Fojnici, u vrijeme osvajanja Bosne, franjevci su neke od njih obnovili. Husref-begov progon kršćana 1524. rezultirao je ponovnim rušenjem. Katolici su se dosjetili ekonomske prinude i od osmanskih vlasti tražili dopuštenje obnoviti crkvu i samostan, ili će se odseliti. Tako su napravili rudari u Fojnici. Naposljetku su im dopustili obnovu.

### Islamizacija i čitlučenje
Krstjani i bivši krstjani (kriptokrstjani koji su u doba posljednja dva bosanska kralja bili prisiljeni pokatoličiti se) prigrlili su islam. Korijeni masovne islamizacije su u prethodnih 250 godina vjerskih sukoba između Rimokatoličke crkve i Crkve bosanske, koji su se događali usporedno s opetovanim političkim i vojnim napadima ugarsko-hrvatskih kraljeva na Bosnu. Bosanski kmetovi, koji su morali nositi gospodarski teret kako trajnih sukoba između domaćih feudalaca tako i ratova protiv ugarsko-hrvatskih kraljeva, bili su krajnje nezadovoljni svojim položajem i otvoreni za vještu osmansku promidžbu koja im je obećala ukidanje kmetstva i bolje uvjete života. Bilo je nekih sličnosti u doktrini i načinu prakticiranja vjere između islama i Crkve bosanske. Neki povjesničari iznijeli su tvrdnju da su širenju islama pridonijeli islamski asketski redovi, primjerice derviši. Za niže plemstvo prelazak na islam mogao je značiti dobivanje zemlje kao nagradu za vojnu službu, a za seljake smanjenje davanja zemljoposjednicima i državi. Prijelaz na islam značio je za vođe polunomadskih Vlaha smanjenje ili brisanje porezne obveze, ali su za uzvrat morali obavljati određenu vojnu službu. Za relativno malobrojne trgovce i obrtnike u gradovima prednosti promjene religije bile su očite jer su Osmanlije vojno, upravno i vjerski bili koncentrirani u gradovima.
Tijekom razdoblja intenzivnog ratovanja, koje je trajalo oko 300 godina, Hrvatska je izgubila preko polovice stanovništva (raseljavanje, ratni gubitci, odvođenje u tursko sužanjstvo, epidemije, islamizacija), no, uspjela je zadržati svoju vezu sa zapadnom Europom (hrvatska renesansna i barokna književnost najbogatija je literatura toga razdoblja kod bilo kojega slavenskog naroda), a hrvatski narod u Bosni i Hercegovini je od većinskog postao progonjena manjina (smatra se da je, osim muslimana, broj pravoslavnih nadišao broj katolika nakon invazije princa Eugena Savojskog, tijekom koje je 1697. spaljeno Sarajevo). Domaće islamizirano stanovništvo, kao i doseljeno pravoslavno, tijekom tog razdoblja imalo je svoju odvojenu kulturnu, povijesnu i nacionalnu sudbinu.
Godine 1524. dolazi do najžešćega progona katolika u Bosni i Hercegovini, a prethodi joj kanun-nama bosanskog sandžaka iz 1516. godine – prvi zakonski utemeljen progon kršćana (ponajprije katolika) na ovom području. Te su godine (1524.) srušeni franjevački samostani u Kraljevoj Sutjesci, Visokom, Fojnici, Kreševu i Konjicu, a nešto kasnije i u Mostaru. Drži se da je u takvim okolnostima 120.000 – 150.000 katolika prešlo na islam. Godine 1528. Turci su osvojili Jajce i Banju Luku i tako u potpunosti uništili hrvatsku obrambenu liniju na Vrbasu. Tada je Hrvatska spala na 37.000 četvornih kilometara površine.
Hrvati, koji su ostali u Bosni nakon turskih osvajanja imali su dvije mogućnosti: ostati vjerni katoličkoj vjeri ili prijeći na islam. Dio crkava Turci su porušili, a dio pretvorili u džamije te su u početku zabranili obavljanje bogoslužja. Iako su kršćanske vjere, uz određene ograničenja, kasnije mogle djelovati, niz čimbenika pridonosio je islamizaciji domaćeg kršćanskog stanovništva. Porezna i carinska politika koju je provodila turska vlast brzo se pokazala kao jedan od bitnih razloga za prelazak domaćeg, kršćanskog stanovništva na islam. Porezne obveze muslimana bile su znatno manje od obveza kršćanske raje. Kršćani koji su se islamizirali izjednačavani su s muslimanskim stanovništvom, a njihove su se porezne obveze smanjile za polovicu. Tako carinska uredba iz Sarajeva 1530. svjedoči da su carine za kršćane bile šest puta veće negoli za muslimane. Ovakve poticajne mjere navele su velik broj kršćana na promjenu vjere. Drugi veliki razlog koji je pripomogao širenju islama bio je povlašteni pravni status muslimana. Naime, ne samo da iskazi kršćana protiv muslimana nisu bili pravovaljani, već kršćani protiv muslimana uopće nisu mogli podići tužbu. Islamizaciji Bosne su u znatnoj mjeri pridonijele velike migracije muslimanskog stanovništva s područja koje su Turci izgubili tijekom Velikog rata. Pretpostavlja se da je nakon 1699. u Bosnu stiglo oko 130 000 muslimanskih izbjeglica. To je bilo tim značajnije što je istovremeno došlo i do masovnog iseljavanja katoličkog stanovništva, koje se bojalo turske osvete.
Na kulturno-civilizacijskom planu, u 15. i 16. stoljeća dolazi do etničko-vjerske diferencijacije između muslimana, katolika i pravoslavaca, koji stvaraju zasebne nacionalnouljudbene tradicije, te se postupno kristaliziraju (najviše od 16. do 19. stoljeća) u tri odjelite narodno-konfesionalne skupine iz kojih će nastati moderni Hrvati, Srbi i Bošnjaci u BiH. Prema turskim izvorima iz razdoblja od 15. do 17. stoljeća, prije turske okupacije 1463. godine u Bosni je živjelo oko 750 tisuća katolika, oko 90 tisuća bogumila, te oko 25 tisuća pravoslavaca, izbjeglica iz Srbije.
Usporedo s uspostavom osmanlijskog državnog ustroja dolazi i do uspostave timarsko-spahijskog sustava. Sultani su za spahije u Bosni dovodili svoje podanike iz drugih krajeva Osmanskog Carstva, a spahijama su isprva mogli postati čak i kršćanski feudalci koji su stekli povjerenje osmanskih vlasti. Proces raspada timarskog sustava naziva se čitlučenje. Timari, koje su spahije dobivali na korištenje, u 17. stoljeću prerastaju u njihove nasljedne posjede, čitluke. Istovremeno se seljacima povećavaju obveze, jer su spahije uz već postojeće namet uvodili i nove nastojeći nadoknaditi gubitak prihoda izazvan prestankom osvajanja. Zbog toga dio seljaka bježi sa zemlje, dok se dio zadužuje. Kako dug obično nosu mogli vratiti, seljaci su gubili vlasništvo nad svojim imanjem, koje bi kao zavisni obrađivači, čiftčije, dobili nazad pod zakup.

### Katolička crkva i franjevci Bosne Srebrene
Jedina katolička institucija koja je djelovala na području Bosne bili si franjevci, čijem je kustodu fra Anđelu Zvizdoviću sultan Mehmed II. 1463. izdao ahdnamu (uredbu) kojom je franjevcima priznata sloboda vjeroispovijesti. Oni su time odbili isključivo pravo propovijedanja katoličke vjere na području Bosne. 
Ahdnama nije bila tek neki dokument koji baš ništa nije vrijedio, no nije bio velika zaštita pred domaćim muslimanskim silnicima, lokalnim pašama i valijama. Po predaji prvi za nju nije mario Gazi Husref-beg (1480. – 1541.), koji je poduzeo je progon proti franjevcima, koji su se nalazili u bosanskome sandžaku. Srušio je samostane i crkve u Fojnici, Visokom, Konjicu, Kreševu i Sutjesci, rastjerao franjevce, redodržavnika fra Stjepana Vučilića iz Kučića u Dalmaciji je s još dvanaestoricom uhvatio i odveo u Sarajevo, mnoge franjevce su za Husref-begovih progona zatočili i ubili. Brojni su muslimanski silnici slijedili Husref-begov primjer. Samovolja bosanske vlade, protivna povlasticama dobivenim od sultana, i česti slučajevi ponavljanja takvih progona izrodili su veliko nepovjerenje naroda u sultanove fermane.
Položaj katolika se poboljšao nakon 1517., kada je osnovana franjevačka provincija Bosna Srebrena. Njezino sjedište bilo je u samostanu u Kreševu, a osim bosne obuhvaćala je u 16. stoljeću područje Dalmacije, Mađarske, Srbije i Bugarske koje je bilo pod osmanskom vlašću. Iako si franjevci kao turski podanici uživali više povjerenja nego drugi svećenici i iako je Mehmed II. odobrio njihov rad, oni su od početka 15. stoljeća postali izloženi učestalim progonima, dok su njihovi samostani bili spaljivani. Tako je broj od oko četrdesetak srednjovjekovnih franjevačkih samostana na prostoru Bosne u 18. stoljeću sveden tek na tri: Fojnica, Kraljeva Sutjeska i Kreševo. Početkom 18. stoljeća Bosna Srebrena je obuhvaćala samostane i župe na golemom prostoru od Budima i Pešte na sjeveru, sve do Jadranskog mora na jugu. Stoga su u ovoj provinciji djelovali ne samo bosanski, veći i dalmatinski, slavonski, srijemski i mađarski franjevci. Širenje provincije dogodilo se tijekom 16. i 17. stoljeća zbog širenja Osmanskog Carstva i migracija hrvatskog stanovništva u Slavoniju i Ugarsku. Franjevci su često bili predvodnici takvih migracija, pa se u novim krajevima osnivali nove župe ili obnavljali napuštene, što je ostalo ovjekovječeno uzrečicom iz tog vremena: Kud` Turčin s čordom, tud` fratar s torbom.

## Doseljavanje neslavenskih nomada – Vlaha
S osmanlijskim provalama na području Bosne, i kasnije Hrvatske, dolazile su kao pomoćne postrojbe sve veće skupine neslavenskih, nomadskih Vlaha, potomaka romaniziranog pučanstva. Osmanska uprava naseljavala ih je na pogranična područja, gdje su imali ulogu graničara, koji su živjeli od četovanja i ratnog plijena. Većina tih Vlaha bila je grkoistočne vjere, kasnije nazvane pravoslavnom, a prihvatila je već jezik slavenske većine. Dakle, bili su iste vjere kao i Srbi.
Otkad je 1557. godine Makarije Sokolović ustrojio posebnu grkoistočnu patrijaršiju u Peći na Kosovu, uz pomoć svoga brata, islamiziranog velikog vezira Mehmed-paše, to istočno kršćanstvo ima u odnosu na zapadno, rimokatolićko, poseban, povlašten položaj u Osmanskom Carstvu. Pećka patrijaršija imala je važnu ulogu u okupljanju grkoistočnog življa, u njihovu prodiranju prema zapadu. U 19. stoljeću presudnu ulogu u pretvaranju neslavenskih Vlaha u Srbe ima Pravoslavna crkva. Ona je čuvala i širila srpske tradicije, uspomenu na srpsku srednjovjekovnu državu, koju je, dok su Srbi bili gotovo četiri stoljeća pod Osmanlijama, zapravo patrijaršija zamjenjivala.
S obzirom na to da je patrijarh živio na podrucju Osmanskog Carstva, a rimski papa izvan te carevine, njegova grkoistočna crkva je često imala potporu Carigrada pa je mogla nastupati agresivno prema bosanskim i hrvatskim katolicima. Česte su pojave prevođenja katolika na grkoistočnu vjeru, rušenje ili prisvajanje katoličkih crkava i samostana, ubiranje crkvenih poreza i od katolika državnih poreza za Osmanlije. Kad je osmanska vlast potkraj 16. i u početku 17. stoljeća počela slabiti, Vlasi iznevjeravaju Turke, jer nema više dovoljno pljačke pa prelaze u službu Habsburgovaca i Mlečana. Oni ih opet naseljavaju na granicama, ali ovaj put sa zapadne, europske strane tj. na području Hrvatske, odnosno Dalmacije i Slavonije. Tu su također kao pomoćne postrojbe na granici sačuvali određene povlastice sve do ukidanja Vojne krajine 1881. godine.

## Islamska kultura u Bosni i Hercegovini
Najviše je spomenika islamske kulture, zbog pojačane islamizacije, ostalo u Bosni, a ona se u najvećoj mjeri očitovala na području graditeljstva. Kultura se jače razvila u gradovima u kojima je bila usredotočena vlast novih osvajača i u kojima su u većem broju bili prisutni nositelji vojno-upravnog aparat i novopridošli kolonisti kao širitelji nove kulture. Upravo u razdoblju od sredine 15. stoljeća do kraja 16. stoljeća sagrađene su najljepše bosanske džamije, poput  Gazi Husrev-begove i Ali-pašine u Sarajevu, Ferhadije u Banjoj Luci i Aladže u Foči. Neke od njih bile su samo pregrađene i prilagođene bivše katoličke crkve, kao ona Sv. Ante u Bihaću. Izgrađene su i mnoge svjetovne zgrade kao što su vjerske škole medrese od kojih je najpoznatija bila Gazi Husrev-begova medresa u Sarajevu. Kao posebna vrijednost islamske kulturne baštine na području Bosne ističu se mostovi, od kojih su najznamenitiji Stari most u Mostaru iz 1566. i Most Mehmed-paše Sokolovića u Višegradu iz 1571.
Glavno obilježje islamskog urbanizma predstavljaju dvije odijeljene gradske zone: čaršije, koja je bila sjedište obrta i trgovine i u kojoj su se nalazili svi javni objekti, i mahala, stambena zona. Tu su poglavito džamije, sahat-kule, hanovi (gostinjci, zapravo moteli, odnosno karavan-seraji), a na području Turske Hrvatske i Hercegovine, obnovljene su brojne pogranične utvrde, npr. u Ostrošcu, Velikoj i Maloj Kladuši, Ripču, Cazinu i drugdje.

## Od kraja Stogodišnjeg rata do kraja Bečkog kongresa
Od poraza vojske hrvatskog plemstva na Krbavskom polju 1493. godine do isto tako teškog poraza osmanlijske sile pod Siskom 1593. godine, za koji su uglavnom zaslužne hrvatske banske postrojbe, vodio se na granicama hrvatskog kraljevstva pravi stogodišnji rat. Od te presudne bitke 1593. godine, koju osmanlijski kroničari nazivaju godinom propasti, malo-pomalo jenjava snaga njihove dvostoljetne agresije na Hrvatsku i uopće na srednju Europu. Osmanlije sve više iz napadačkog rata prelaze u obrambeni.
Habsburgovci sa svojim kraljevinama, tj. Hrvatskom i Ugarskom, a uz pomoć i potporu Poljske, Venecije i Svete Stolice nastoje osloboditi okupirana hrvatska i ugarska područja, potisnuti Osmanlije iz Europe i tako riješiti istočno pitanje. Umjesto njihovih stalnih upada na sjeverozapad i permanentnog malog rata na granicama s kršćanskom Europom, sve su češći manji ili veci prodori kršćanske, dakle i hrvatske vojske, na istok, ali i uzbunjivanje pokorenih kršćna tzv. raje u Osmanskom Carstvu. U ratu, koji je trajao od 1593. do 1606. zadržali su Osmanlije status quo, ali su 1664. godinu, teško poraženi kod Monoštera od kršćanske vojske, a na području Hrvatske su bosanski paše na više mjesta potučeni od hrvatske banske vojske. Poslije poraza goleme osmanske vojske pod Bečom 1683. i velikog oslobodilačkog rata do mira u Srijemskim Karlovcima 1699. godine, granice Bosanskog pašaluka vraćene su na desnu obalu rijeka Save i Une.
Teški i nepovoljni uvjeti mira za Osmanlije prisilili su ih da napuste sve krajeve preko Save, Une i Dunava, a to je značilo i nestanak svih bivših sandzaka. Na tisuće islamiziranih Hrvata i Vlaha morali su prebjeći u Bosnu i Hercegovinu, a oko sto tisuća katolika naselilo je oslobođenu Hrvatsku i Slavoniju. Poslije te etničke i vjerske diobe Sava i Dunav postali su nove granice islamskog i kršćanskog svijeta. Još tri puta austrijska je vojska ratovala na tom području, ali nije uspjela bitno pomaknuti postojeće osmanlijske granice. Tako su tijekom 18. stoljeća formirane granice između Hrvatske i Bosne, ali na štetu Hrvatske, jer joj nisu više nikada vraćena područja Turske Hrvatske s gradovima poput Bihaća, Jajca, Cazina i drugih. Socijalistička Jugoslavija će uzeti 1946. godine, Hrvatskoj, istočni Srijem sa Zemunom, a u zaleđu Bihaća, sedam hrvatskih sela, koje je Hrvatska dobila mirom u Svištovu 1791. godine.
Veliki bečki rat (1683. – 1699.) snažno je utjecao na etničku i vjersku sliku Bosne i Hercegovine, posebice na broj katoličkih Hrvata koji se zbog progona, ratnih sukoba i iseljavanja u to vrijeme znatno smanjio. U habsburško-turskom ratu (1683. – 1699.), po svjedočenju franjevca Andrije Šiprašića, bježeći pred turskim nasiljem 100.000 bosanskohercegovačkih Hrvata napustilo je svoja ognjišta i prešlo Unu i Savu. To je bilo najvidljivije u operaciji Eugena Savojskog 1697. Habsburški vojskovođa i princ Eugen Savojski, 12. listopada je s 4000 konjanika, 2500 pješaka s puškama, s 12 malih topova i 2 merzera, prešao Savu na svom pohodu prema Sarajevu. Za jedanaest dana stigao je do Sarajeva, osvojio ga, opljačkao i popalio i vratio se u Osijek. S njim je Bosnu napustilo do 40.000 katolika.
Na drugoj strani broj se muslimanskih izbjeglica iz Ugarske i Slavonije naglo povećao. Premda se u svakodnevnom životu govorilo o Turcima, Turskoj Hrvatskoj i turskim podanicima, u Bosni tijekom 18. stoljeća među muslimanima sve više jačaju regionalni bosanski osjećaji pa je domaće muslimansko stanovništvo sve više stvaralo svijest o vlastitoj posebnosti u odnosu na središte Carstva. Na etničku i vjersku sliku Bosne i Hercegovine utjecali su i ratovi koji su se na njezinu prostoru vodili tijekom 18. stoljeća. 
Od sredine 18. stoljeća turska vlast u Bosni i Hercegovini stagnira, a u post-napoleonskom razdoblju rapidno opada, jer je Osmanlijsko Carstvo iscrpilo demografske, civilizacijske i druge rezervoare za vojno-teritorijalnu ekspanziju, a Habsburška monarhija je, kao i većina Zapada, demografski, tehnološki i civilizacijski doživjela uspon i rast, čime su stvoreni preduvjeti za okupaciju Bosne i Hercegovine, koja se i dogodila 1878. godine.
Godine 1714. započinje Mletačko-osmanski rat u koji se 1716. uključila i habsburška Monarhija. Taj je rat završio Požarevačkim mirom 1718. godine kojim su Habsburgovci i Mletačka Republika ponovno proširili svoj državni teritorij na štetu Osmanskog Carstva. Na temelju toga mira Habsburgovcima je pripao Beograd s velikim dijelom središnje Srbije i uskim pojasom bosanskog teritorija uzduž rijeke Save. Nakon što je Rusija godine 1735. ušla u novi rat s Turcima, te je zatim sljedeće, 1736. uspjela osvojiti utvrdu Azov, Habsburška Monarhija se godine 1737. uključila na stranu Rusije s kojima su imali tajno vojni savez. Habsburška je vojska prešla u Bosnu i sukobila se 4. kolovoza 1737. s osmanskom vojskom kod Banje Luke, gdje je doživjela težak poraz. Osmanska je vojska u toj bitki bila u potpunosti sastavljena od bosanskih postrojbi s Ali-pašom Hećimovićem na čelu, pa je njena pobjeda predstavljala značajan događaj u jačanju samosvijesti bosanske vojno-plemićke elite. Beogradski mir, potpisan 1739., prisilio je Habsburšku Monarhiju na vraćanje Beograda, uže Srbije i dijelova Bosne koji su joj pripali 1718. Bečki dvor, koji je u ovaj rat ušao s naumom da vrati što je izgubio 1739., usprkos pojedinačnih uspjeha kao kasniji prodor u veći dio Bosne, ni ovaj puta nije bio bolje sreće. Jedini teritorijalni dobitak je bio uključivanje dijelova sadašnjih Like i Korduna u Hrvatsku. 
Nakon toga je nastupilo pola stoljeća mira između Osmanskog Carstva i Habsburške Monarhije, koji je rezultirao intenzivnom gospodarskom suradnjom. Novi je habsburško-turski rat nastupio 1788., kada je Josip II. napao Beograd, ponovno radi ispunjavanja savezničkih obveza prema Rusiji koja je već bila u ratu s Osmanskim Carstvom. Važan dio toga rata odigravao se u zapadnoj Bosni oko Bosanske Dubice, pa je u povijesti ostao zapamćen kao Dubički rat (1788. – 1791.). Josip II. je umro 1790., a njegov je brat Leopold II. potpisao 1791. mir u Svištovu. Svi ovi ratovi imali su teške posljedice za katoličke Hrvate u Bosni. Iseljavanje je dovelo do njihovog potpunog nestanka u mnogim krajevima. Takve se promjene nisu svidjele osmanskim vlastima jer su mnogi krajevi ostali nenaseljeni pa nije bilo seljaka koji bi obrađivali zemlju. Stoga su od polovice 18.stoljeća nastojale olakšati život kršćanskoj raji u nakani da ih zadrži u Bosni. Takva je politika imala uspjeha, pa je i broj katolika, kojih je u to vrijeme bilo samo oko 40 000, ponovno počeo rasti.
U razdoblju 1791. – 1815. dolazi do "prekrajanja" granica u Bosni i oko nje pod utjecajem Francuske revolucije i Napoleonovog carstva. Nakon kratkoživućih Ilirskih pokrajina dolazi do uspostave austrijske vlasti u kontinentalnoj Hrvatskoj i Dalmaciji. Istočno od Bosne i Heregovine, u Srbiji je izbio ustanak protiv Osmanskog Carstva, u kojem su srpske snage nakon početnih uspjeha (turske su snage doživjele poraz u nekoliko navrata) i općenacionalnog rata u kojem je lokalno muslimansko stanovništvo pobjeglo ili protjerano većinom u Bosnu i Hercegovinu, doživjele osipanje i slabljenje. No, sultanovim priznanjem samouprave Smederevskom sandžaku 1815. godine, položeni su temelji srpske države.

## Opadanje osmanske vlasti u drugoj polovici 19. st.
Period od 1815. do 1878. godine odlikuje opće opadanje osmanske vlasti u Bosni i Hercegovini. Nakon reorganizacije vojske (uništenje janjičarskog korpusa), u Bosni i Hercegovini dolazi do nemira među muslimanskim plemstvom, tradicionalno povezanim s tom vojnom postrojbom, kao i do pobune lokalnih zapovjednika-kapetana (najpoznatija je neuspjela buna Husein kapetana iz Gradačca u sjevernoj Bosni, koji je s vojskom od 25.000 ljudi pokušao iznuditi uspostavu autonomije Bosne i Hercegovine pod upravom lokalnog muslimanskog plemstva, kao i prestanak socijalnih reformi ). U razdoblju nekoliko desetaka godina Osmansko Carstvo je poduzelo niz reformi s ciljem ostvarenja vjerske slobode, što je dovelo do otpora muslimanskog plemstva i do još većeg antagonizma i polarizacije kršćanskog i muslimanskog stanovništva. No, zbog općeg gospodarstvenog rasapa, pritisaka muslimanskih tradicionalista, loše organizirane uprave, kao i sve jače vjerske i nacionalne samosvijesti, posebno kršćanskih stanovnika, te reforme su samo ubrzale urušavanje iznutra istruljelog sustava.
Osmansko Carstvo je slabilo iznutra i istodobno gubila svoje teritorije u ratu protiv Rusije, Austrije i Venecije. Osmanski, Bosanski pašaluk, postao je pogranična, nesigurna i najugroženija turska pokrajina. U ratu protiv Rusije i Austrije u 18. stoljeću uspjelo se Osmansko Carstvo na nesreću hrvatskog i drugih južnoslavenskih naroda spasiti, a Napoleonski ratovi u pocetku 19. stoljeća spriječili su rješavanje istočnog pitanja i oslobođenje čitavog Balkanskog poluotoka. Međutim, iznutra to golemo Carstvo, nagrizaju ustanci: Srba 1804. i 1815. godine, Grka 1821. te Rumunja i Crnogoraca, uz pomoć Rusije. Kad se Grčka osamostalila, a Srbija 1830. dobila autonomiju Bosanski i Hercegovački pašaluk bili su jos više izolirani i okruženi gotovo sa svih strana.
Modernizacijske reforme u Osmanskom Carstvu izazvale su polovicom 19. stoljeća otpor bosanskohercegovačkih aga i begova. Godine 1832. počeo je pokret za autonomiju Bosne u okviru Turske, ali je njegov vođa Husein-beg Gradaščević uz pomoć hercegovačkog plemstva bio potučen. Potpuni slom konzervativnog bosanskog plemstva izveo je 1852. godine poturčeni Vlah iz Hrvatske, Omer-paša Latas. Bio je to pravi pokolj muslimanskog plemstva sličan onom spomenutom nad katolickim, bosanskim plemstvom kod Dobora 1408. godine. 
Nakon što je Omer-paša Latas ugušio njihov ustanak 1852., prilike su se djelomično stabilizirale. Velik problem i dalje je bio položaj seljaka koji su sve teže podnosili teške poreze. Porta je radila na ukidanju starih feudalnih nameta, ali je zato uvodila nove koji su bili još veći. premda je 1854. ukinuta džizija, Porta je već godine 1856. uvela obvezno služenje vojske i za kršćane koje se moglo otkupiti u novcu. No taj je iznos bio mnogo veći od džizije pa je pritisak nameta na seljaka bio još veći. Zato su seljaci dizali ustanke 1852., 1857., 1858. i 1862. godine koji su redovito bili smirivani oružanom silom. Ipak, te su pobune pokazivale da bi se mogle, ako se seljačko pitanje ne riješi na zadovoljavajući način, jednom pretvoriti i u mnogo ozbiljniji ustanak. Modernizacijske promjene u Bosni i Hercegovini imale su ipak brojne pozitivne učinke. Osmanske su vlasti započele velika ulaganja u izgradnju prometnica, a u gospodarstvu su se sve više uvodili moderni kapitalistički odnosi. Nositelji tih novih odnosa bili su uglavnom trgovci i zakupnici koji su u to vrijeme uspjeli akumulirati velik kapital. 
Godine 1872. u tome je smislu izgrađena prva bosanska željeznička pruga Bosanski Novi – Banja Luka, a znatno se ulaže i u glavnu cestovnu prometnicu koja povezuje sjever i jug Bosne i Hercegovine od Bosanskog Broda preko Sarajeva do Mostara i dalje prema Jadranskom moru. Kao Bolesnik na Bosporu Osmansko Carstvo je već dugo bilo u rukama velikih europskih sila koje su na njegovu teritoriju nastojale provesti svoje interese. Tijekom 1850-ih i 1860-ih Bosnu i Hercegovinu zadesile su i neke upravne promjene. najprije je godine 1851. Omer-paša Latas zbog pobune bosanskohercegovačkih aga i begova ukinuo Hercegovački pašaluk i priključio ga Bosanskom pašaluku. zatim je godine 1866. donesen bosanski vilajetski ustav kojim su Bosna i Hercegovina zajedno sa Sandžakom ujedinjene u novu upravnu cjelinu Bosanski pašaluk koji se dijelio na sedam okružja, mutesarifati. Na čelu pašaluka bio je valija, a uz njega je djelovalo i Vilajetsko vijeće, kao predstavničko tijelo, ali koje je imalo samo savjetodavnu ulogu.

## Ustanak 1875. i austro-ugarska okupacija 1878.
Kad je slomljeno muslimansko plemstvo, počeli su ustanci pokorenih kršćana, tzv. raje, poglavito na granici s Crnom Gorom, koja je sustavno pomagala ustanike. Ustanci su se dizali u istočnoj Hercegovini redom: 1852., 1857., 1862. i posljednji protiv turske vlasti 1875. godine. Svi su oni imali za cilj proširenje Srbije i Crne Gore na Bosnu i Hercegovinu, rješavanje istočnog pitanja u njihovu korist. Iza tih ustanaka stajale su Rusija i Austro-Ugarska koje su nastojale svaka sa svoga stajališta podijeliti Balkanski poluotok, prva radi osvajanja morskih tjesnaca i izlaza u Sredozemlje, a Austrija i iza nje ujedinjena Njemačka željele su imati Bosnu i Hercegovinu kao put prema Istoku (Drang nach Osten).
Nezadovoljstvo bosanskohercegovačke raje sve težim nametima dovelo je do izbijanja ustanka 1875. godine. Ustanak je započeo u Hercegovini među katoličkim stanovništvom oko Gabele, a zatim i oko Nevesinja gdje su se na oružanu pobunu podigli pravoslavni žitelji. Pobunjeno katoličko stanovništvo predvodili su svećenici, među kojima i don Ivan Musić, koji je bio izabran za vođu ustanika u Hercegovini. Ustanak se brzo proširio i na sjeveru u Bosanskoj Posavini,kao i na zapadu u Bosanskoj Krajini. Pod pritiskom ustanika osmanske su vlasti pokušale poboljšati položaj svojih podanika. Zato su 1876. proglasile zajamčene vjerske slobode svim vjerama i ukinule desetinu. No te su se godine u rat umiješale Srbija i Crna Gora, koje su imali teritorijalne pretenzije na bosanskohercegovački i sandžački prostor, a zatim je Osmanskom Carstvu rat objavila i Rusija. 
U lipnju 1878. godine na Berlinskom kongresu velik europske sile su dale mandat Austro-Ugarskoj da uđe s vojskom u Bosnu i Hercegovinu, pod izgovorom da tamo uspostavi mir i red. Austro-ugarska je vojska doista na čelu s generalom Josipom Filipovićem potkraj srpnja iste godine prešla granicu i nakon tri mjeseca borbi uspostavila vojnu okupaciju na čitavom prostoru Bosanskog pašaluka, uključujući i Sandžak. Zbog dogovora na Berlinskom kongresu o zadržavanju vrhovne sultanove vlasti, ali i zbog dualističkog ustroja Monarhije, Bosna i Hercegovina nije pripojena niti austrijskom niti ugarskom dijelu nego je nad njom uspostavljena zajednička vlast koju je vodilo zajednički austro-ugarsko Ministarstvo financija. Nova vlast je pretvorila Bosnu i Hercegovinu u protektorat.

## Kraj osmanske vlasti u Bosni i Hercegovini
Premda je Austro-Ugarska godine 1878. ušla u Bosnu i Hercegovinu tobože samo radi uspostave reda i mira, bilo je odmah jasno da će se ta teritorijalna okupacija prije ili poslije pretvoriti u aneksiju. Pod utjecajem mladoturskog pokreta u Osmanskom Carstvu Austro-Ugarska je 1908. godine odlučila proglasiti aneksiju Bosne i Hercegovine. Tim je činom Bosna i Hercegovina prestala biti samo protektorat i u potpunosti je inkorporirana u teritorij Austro-Ugarske čime je i službeno prestala osmanska vladavina koja je trajala 445 godina. 

## Kultura
Osmanska država je gotovo stalno ratovala otkako je postojala, jer joj je taj sustav bio potreban da bi napredovala. Ratno stanje gotovo je stalno trajalo od 16. do 18. stoljeća. S Austrijom su Osmanlije ratovali 1529.−1533., 1541.−1545., 1551.−1562., 1566., 1593.−1606., 1663.−1664., 1683.−1699., 1716.−1718., 1737.−1739. i 1788.−1791. S Mlečanima su ratovali 1463.−1479., 1499.−1503., 1537.−1550., 1570.−1573., 1645.−1669., 1684.−1699. i 1714.−1718.
Uz redovne ratne pohode tu su bili i brojni prodori i pljačkaška zalijetanja neprijatelja, hajdučija, samovolja lokalnih moćnika. BiH je bila pokrajina daleko od državnog središta Istanbula i moglo je biti više anarhije. Tu su bile ekonomske krize i neredovito, pa i nikakvo plaćanje vojnih posada po karaulama i kapetanijama. Zbog toga je na bosanskohercegovačkim prostorima zamrlo bavljenje i književnošću, pa i pismenošću. Spaljivanje svega što je bilo prije još je više pogoršalo stanje. Mnogo je tome pripomogla posvemašnja obespravljenost osobito neislamskoga stanovništva, osobito katoličkog. Kršćansko stanovništvo, koje je bilo na daleko višoj kulturnoj razini, osobito katoličko, od osvajanja je životarilo, uvijek je živjelo u ratu ili u iščekivanju skoroga ratovanja, te s posljedicama rata: strah, glad, pljačkanja, rušenja, nemoral, obilje novoga i nestalnoga. U takvim okolnostima znanost i umjetnost zamire.

## Unutarnje poveznice
| - Pad Bobovca - Franjevačka provincija Bosna Srebrena | - Stogodišnji hrvatsko-turski rat - Hrvatske zemlje pod osmanskom vlašću |

## Vanjske poveznice
| - HercegBosna.org Tamni vilajet i beskrajni rat (1463. – 1878.) - HercegBosna.org Osmanska vlast i islamizacija - HercegBosna.org Hrvati u Evlija Čelebijinu putopisu - HercegBosna.org Od Crkve bosanske do islama - HercegBosna.org Put prema nacionalnom bošnjaštvu - HercegBosna.org Hrvati i/ili muslimani u prošlosti | - Povijest Bosne Arhivirana inačica izvorne stranice od 10. studenoga 2013. (Wayback Machine) Rat i otomanski poredak 1463. – 1606. - Povijest Bosne: Islamizacija Bosne Arhivirana inačica izvorne stranice od 31. kolovoza 2012. (Wayback Machine), Srbi i Vlasi Arhivirana inačica izvorne stranice od 21. prosinca 2012. (Wayback Machine) - Povijest Bosne Arhivirana inačica izvorne stranice od 22. prosinca 2012. (Wayback Machine) Rat i politika u otomanskoj Bosni - Povijest Bosne Arhivirana inačica izvorne stranice od 10. studenoga 2013. (Wayback Machine) Ekonomski život, kultura i društvo - Povijest Bosne Arhivirana inačica izvorne stranice od 26. prosinca 2012. (Wayback Machine) Židovi i Romi u Bosni - Povijest Bosne Arhivirana inačica izvorne stranice od 10. studenoga 2013. (Wayback Machine) Otpori i reforme 1815. – 1878. |